# Daji
Daji en chino, 妲己; pinyin, Dájǐ; Wade-Giles, Ta2-chi3, fue la consorte favorita del rey Zhou de Shang, último rey de la dinastía Shang de la antigua China. Es retratada como un malévolo espíritu zorro en leyendas así como novelas. Su identificación con un espíritu zorro data al menos de la dinastía Tang. Estas leyendas fueron popularizadas en trabajos como el Wu Wang Fa Zhou Pinghua (武王伐紂平話), el Fengshen Yanyi, y el Lieguo Zhi. Es considerada en la cultura china uno de los ejemplos clásicos de cómo una belleza causa la caída de una dinastía.
Durante la dinastía Song, el culto popular a los espíritus zorro, incluyendo aquel dedicado a Daji, fue prohibido, pero su supresión no tuvo éxito. Por ejemplo, en 1111, un edicto imperial fue emitido para la destrucción de muchos santuarios a los espíritus dentro de Kaifeng, incluyendo aquellos dedicados a Daji.

## Biografía

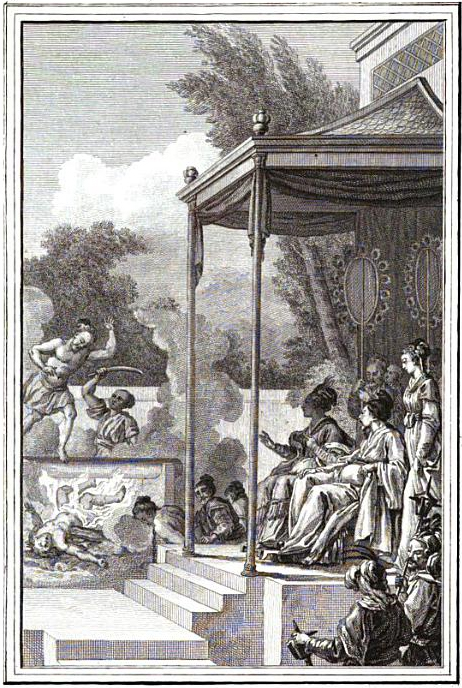
El rey Zhou de Shang y su consorte Daji como fueron descritos en Faits mémorables des empereurs de la Chine, tirés des annales chinoises (1788).

Daji era de una familia noble llamada Su (蘇) del estado de Yousu (有蘇). De ahí, que sea conocida también como Su Daji. En 1047 a. C., el rey Zhou de Shang invadió Yousu y tomó a Daji como premio. En Fengshen Yanyi, es una hija de Su Hu (蘇護); en los primeros capítulos, es asesinada por un espíritu zorro de mil años que posee su cuerpo antes de convertirse en una concubina del rey Zhou.
El rey Zhou cayó extremadamente enamorado de Daji y empezó a desatender los asuntos estatales para estar en su compañía. Utilizó cualquier medio necesario para complacerla. Como a Daji le gustaban los animales le construyó un zoológico de fantasía con varias especies raras de pájaros y animales. También ordenó a los artistas componer música lasciva y bailes con coreografías obscenas para satisfacer su gusto musical. Reunió 3.000 invitados en una fiesta para disfrutar de su "estanque de vino" y "bosque de carne". El lago artificial llenado con vino tenía varias islitas con árboles de cuyas ramas colgaba carne asada, que los invitados podían coger y degustar desde los botes. Dejó a sus amigos y concubinas jugar al gato y el ratón desnudos en el bosque para divertir a Daji. Cuando una de las concubinas del rey Zhou, la hija del Señor Jiu, protestó, el rey Zhou la mandó ejecutar. Su padre fue descuartizado y su carne alimentó a los vasallos del rey Zhou.
La alegría más grande para Daji era oír los gritos de personas bajo tormento físico. Una vez, vio a un campesino andando descalzo encima del hielo y ordenó que le cortaran los pies para poder estudiar por qué eran tan resistentes a las bajas temperaturas. En otra ocasión, fue abierto el vientre de una mujer en avanzado estado de embarazo para satisfacer su curiosidad sobre qué sucedía dentro. Para verificar un antiguo dicho sobre que "el corazón de un hombre bueno tiene siete aberturas", tuvo el corazón del ministro Bi Gan (tío del rey Zhou) tras serle extraído para ser sometido a su escrutinio.
Daji es más conocida por su invención de un método de tortura llamado Paolao (炮烙). Un cilindro de bronce untado con aceite era calentado como un horno hasta que sus lados se ponían extremadamente calientes. La víctima era obligada a caminar despacio sobre el ardiente cilindro, forzado a cambiar de pies para evitar quemarse. La superficie aceitosa dificultaba a la víctima mantener su posición y equilibrio. Si la víctima caía sobre los carbones al rojo que había debajo, se abrasaría vivo. La víctima era forzada así a "bailar" y gritar en agonía antes de morir mientras el rey Zhou y Daji observaban riéndose con gusto.
Daji fue ejecutada por orden del Rey Wu de Zhou después de la caída de la dinastía Shang por consejo de Jiang Ziya.

## Literatura

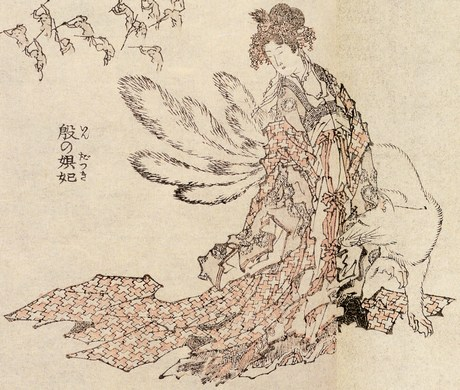
Representación de Daji en el manga de Hokusai.

Daji es presentada en la novela china Fengshen Yanyi como una antagonista principal. Ella es la primera corrupta de la dinastía Shang en decadencia en esta novela carismática de la literatura china. Su padre Su Hu la dio al Rey Zhou de Shang como un regalo de paz después de que estallara un conflicto armado entre las fuerzas militares de Su y Shang.
Una noche antes de que Daji fuera enviada a la ciudad capital de Zhaoge, fue poseída por un maligno espíritu zorro de nueve colas (un Zorro de los Mil años). Cuando Daji llegó a Zhaoge, se convirtió en el centro  de atención del rey Zhou y causó que el rey se obsesionara con ella. Desatendió los asuntos estatales por estar en su compañía e ignoraba el consejo de sus súbditos. Yunzhongzi fue el primer hombre en actuar contra Daji al darle al rey una espada mágica de madera de melocotón la cual eventualmente haría enfermar a Daji y finalmente matarla. Ella se elevó desde una concubina menor escalando rangos gracias al favoritismo del rey hasta conseguir el título de consorte o esposa.
Daji fue culpada en la historiografía tradicional de la caída de la dinastía Shang por corromper al rey Zhou y causar que desatendiera los asuntos estatales y gobernara con tiranía y despotismo. Esto finalmente provocó la decadencia de la dinastía y la extensión del caos. La tiranía del rey Zhou provocó la rabia y resentimiento del pueblo, quién finalmente se rebeló contra él liderado por el rey Wu de Zhou. Después de la caída de la dinastía Shang, Daji fue exorcizada por Jiang Ziya (también conocido como Jiang Taigong) y murió.